# Vou
Vou település Franciaországban, Indre-et-Loire megyében. Lakosainak száma 245 fő (2022. január 1.). Vou La Chapelle-Blanche-Saint-Martin, Ciran, Ligueil, Manthelan és Mouzay községekkel határos.

## Népesség
A település népessége az elmúlt években az alábbi módon változott:
| Lakosok száma | 342  | 205  | 190  | 199  | 224  | 203  | 199  | 225  | 238  | 245  |
|               | 1968 | 1982 | 1990 | 2006 | 2013 | 2015 | 2017 | 2019 | 2020 | 2022 |